# Vaqueiros (Santarém)
Vaqueiros est une ancienne freguesia portugaise située dans le District de Santarém.
Avec une superficie de 3,54 km2 et une population de 317 habitants (2001), la paroisse possède une densité de 89,7 hab/km2.

## Histoire
La loi no 11-A/2013 du 28 janvier 2013, portant réorganisation administrative du territoire des freguesias, fusionne Vaqueiros avec la paroisse voisine de Casével pour former l’União das Freguesias de Casével e Vaqueiros, dont le siège est à Casével.